# 土居まさるのラヂオデイズ
土居まさるのラヂオデイズ（どいまさるのラヂオデイズ）は、1998年4月から1999年1月まで文化放送等で放送された音楽番組である。ここでは1999年1月から3月まで放送された、中田秀作のラヂオデイズ（なかたしゅうさくのラヂオデイズ）も紹介する。

## 概要

### 原点である番組
文化放送のアナウンサー時代、深夜番組『セイ!ヤング』のパーソナリティを務め、その後も司会者として幅広く活動した土居まさるが、その自らの原点であるラジオのパーソナリティに復帰し、1960・70年代の洋楽を中心とした選曲と当時のエピソードを交えて展開していった。エンディングテーマは「風と共に去りぬ」の「タラのテーマ」だった。

### DJ交代とスポンサー
1999年1月に土居が死去してからは、当時文化放送のアナウンサーだった中田秀作が担当し、『中田秀作のラヂオデイズ』として、同年3月まで放送した。
番組のスポンサーはミスタードーナツ（ダスキンの一部門）の一社提供だった。

### 後番組
この枠は1999年4月以降、別番組となり、ミスタードーナツはその後、加山雄三がパーソナリティを務めた『加山雄三 旅の仲間たち』の提供スポンサーとなった。

## DJ
- 土居まさる（1998年4月 - 1999年1月）
- 中田秀作（1999年1月 - 3月）